# Зоря Людвіга
Зоря Людвіга (лат. Sidus Ludoviciana), також HD 116798 — зоря в приполярному сузір'ї Велика Ведмедиця в астеризмі Великий Віз. Зоря має видиму зоряну величину +7,58m, згідно зі шкалою Бортля, її видно неозброєним оком на ідеально темному небі. Власне зоря лежить майже точно посередині між Міцаром та Алькором і має спектральний клас, подібний до останнього, проте в систему Міцар — Алькор вона не входить, оскільки відстань до неї приблизно вчетверо більша: до неї бл. 300 світлових років, тоді як до системи Алькор — Міцар — лише 78.
З вимірів паралаксу, отриманих під час місії Gaia, відомо, що зоря видалена приблизно на 300,5 св. р. (92,1 парсека) від Землі. Зоря спостерігається на широтах північніше 36° південної широти, тобто її видно практично на всій території населеної Землі, за винятком приполярних областей Антарктиди, а також південних областей Чилі, Аргентини, Африки та Австралії. Найкращий час спостереження — квітень.

## Історія відкриття
16 листопада 1616 року Бенедетто Кастеллі, друг і учень Галілея, направив тому лист, де описував свої спостереження «зорі поблизу Міцара, видимої лише за допомогою телескопа». Кастеллі виміряв яскравість зорі й визначив, що її видима зоряна величина дорівнює 8. Він доклав до письма малюнок зоряного неба і наполягав на тому, що зоря трохи відійшла від позиції, зафіксованої минулого літа в резиденції Галілея у Флоренції, Беллосгардо.
2 грудня 1722 року Йоганн Лібкнехт спостерігав цю зорю через 6-футовий (183 см) телескоп астрономічної обсерваторії Гіссенського університету (Гіссен, Німеччина). Йому здалося, що він спостерігав власний рух небесного тіла. Він дійшов висновку, що відкрив нову планету, і назвав її Зоря Людвіга (лат. Sidus Ludoviciana) на честь ректора та засновника університету Людвіга V (ландграфа Гессен-Дармштадтського між 1596 та 1626 рр.). Але з огляду на те, що об'єкт перебуває надто далеко від площини екліптики, а також після ретельної перевірки було зроблено висновок, що він не може бути планетою. Замість слави Лібкнехт дістав чимало критики від своїх колег.

## Властивості зорі
Зоря Людвіга — це біло-жовтий гігант спектрального класу A8III / F0III. Це вказує на те, що водень у ядрі зорі вже закінчився і вона зійшла з головної послідовності. Спектр зорі свідчить, що вона лежить на межі спектральних класів A і F.
Радіус зорі, виміряний під час місії Gaia, виявився не дуже великим для зорі-гіганта: він дорівнює 1,61 сонячного. Те ж можна сказати й про світність зорі: вона дорівнює 6,159 сонячної. Температура зорі, виміряна під час місії Gaia, дорівнювала 7167 К. Вона надає зорі характерний білий колір і робить її джерелом ультрафіолетового випромінювання.
Аби планета, аналогічна Землі, отримувала приблизно стільки ж енергії, скільки вона отримує від Сонця, її треба було б помістити на відстані 2,48 астрономічної одиниці, тобто приблизно туди, де в Сонячній системі розташований Пояс астероїдів. Причому з такої відстані Зоря Людвіга виглядала б на третину менше Сонця, яким ми його бачимо з Землі: вона мала б кутовий розмір 0,35° (кутовий діаметр Сонця — 0,5°).